# Чепурняк, Евгений Самойлович
Евге́ний Само́йлович Чепурня́к (род. 4 мая 1959, Днепропетровск) — украинский актёр, режиссёр, продюсер, певец, шоумен, пародист. Участник КВН. Народный артист Украины (2019).

## Биография
Родился в Днепропетровске, УССР. С 1976 по 1981 год учился в Днепропетровском химико-технологическом институте по специальности «Химическая технология керамики и стекла». Cемнадцатилетним впервые вышел на сцену студенческого театра. С 1983 по 1988 учился в Ярославском государственном театральном институте. С 1981 по 1988 год работал в Днепропетровской филармонии, исполнял произведения Л. Измайлова, С. Альтова и других авторов. Также работал в Московском театре «Каскадёр», где дублировал голоса каскадёров.
Известность Чепурняку принесло участие в команде КВН ДГУ, на базе которой в 1994 году возник Театр КВН ДГУ, где он выступает не только в роли ведущего актёра, но и режиссёра-постановщика. С 1998 года театр стал муниципальным, получив поддержку городского совета Днепропетровска (решение сессии горсовета датируется 1 апреля 1999 года).
Все эти годы театр ведёт активную гастрольную деятельность в США, Израиле, Германии, странах СНГ, выступает с концертами, неоднократно проводил традиционный фестиваль команд КВН во Дворце спорта Днепропетровска.
 В 2009 году Чепурняк был одним из создателей проекта в жанре политического кабаре — «Весёлый ПесецЪ».
В 2018 году вместе со съёмочной группой представлял фильм «Донбасс» на ОМКФ.
С 2022 года проживает в Израиле.

### Семья
Женат, двое детей.

## Фильмография
- 2002 — Одесса. История в историях
- 2003 — Старпёр — миссия справедливости (телепроект)
- 2008 — Дорогие дети — Яша
- 2018 — Донбасс — главный врач (по фамилии Коваленко)

## Звания
- заслуженный артист Украины (11 сентября 2009)[5];
- народный артист Украины (26 марта 2019)[6][7].